# Orígenes
Orígenes («Ори́хинес», исп.  Orígenes — «Истоки») — ежеквартальный журнал искусства и литературы. Издавался в 1944—1956 годах в Гаване писателями Хосе Лесама Лимой и Хосе Родригесом Фео. Вышло 36 номеров.

## Программа
Инициативную группу журнала составлял круг писателей, художников, музыкантов, близких к Хосе Лесаме Лиме, его друзей и единомышленников — католиков, для которых в ситуации глубокого политического безвременья, усиливающегося провинциализма, растущей эмиграции деятелей культуры проблемой была сама возможность национальной традиции в странах Латинской Америки, в частности, на Кубе и которые, вместе с тем, ориентировались на высокий модернизм в искусстве — от французских символистов (Малларме) до американской «объективной лирики» (У. Стивенс). Журнал объединял испанских авторов, покинувших страну после победы франкизма, поддерживал искания молодых художников и скульпторов Кубы.

## Авторы
На страницах журнала, наряду с другими, публиковались произведения таких авторов, как:
- Висенте Алейксандре
- Луи Арагон
- Франсиско Аяла
- Гастон Бакеро
- Хосе Бергамин
- Элизабет Бишоп
- Леон Блуа
- Мариано Бруль
- Поль Валери
- Хуан Родольфо Вилькок
- Синтио Витьер
- Вирджиния Вулф
- Лоренсо Гарсиа Вега
- Фина Гарсиа Маррус
- Хорхе Гильен
- Витольд Гомбрович
- Генри Джеймс
- Джеймс Джойс
- Элисео Диего
- Лидия Кабрера
- Гильермо Кабрера Инфанте
- Альбер Камю
- Алехо Карпентьер
- Хорхе Каррера Андраде
- Поль Клодель
- Хосе Лесама Лима
- Дульсе Мария Лойнас
- Томас Мертон
- Габриэла Мистраль
- Анри Мишо
- Хосе Морено Вилья
- Анаис Нин
- Лино Новас Кальво
- Роже Каюа
- Уистан Хью Оден
- Октавио Пас
- Вирхилио Пиньера
- Кэтрин Энн Портер
- Альфонсо Рейес
- Райнер Мария Рильке
- Педро Салинас
- Мария Самбрано
- Джордж Сантаяна
- Эме Сезер
- Сен-Жон Перс
- Луис Сернуда
- Уоллес Стивенс
- Уильям Карлос Уильямс
- Маседонио Фернандес
- Роберто Фернандес Ретамар
- Карлос Фуэнтес
- Мартин Хайдеггер
- Файяд Хамис
- Хуан Рамон Хименес
- Гилберт Кийт Честертон
- А. П. Чехов
- Рене Шар
- Томас Стернз Элиот
- Поль Элюар

С журналом сотрудничали художники Джорджо де Кирико, Жорж Брак, Андре Массон, Вифредо Лам, Хосе Клементе Ороско, Руфино Тамайо, Рене Портокарреро, Виктор Мануэль, Амелия Пелаэс, Мариано Родригес и др., композиторы Хосе Ардеволь, Хулиан Орбон.

## Последующая судьба и оценка
После кубинской революции круг сотрудников журнала, к тому времени закрывшегося из-за разногласий между соредакторами, подвергся в 1959 году резкой идеологической проработке; подобное несколько раз повторялось и поздней.
Октавио Пас назвал Орихенес «лучшим испаноязычным журналом своего времени».